# Uteun Pupaleh
Uteun Pupaleh is een bestuurslaag in het regentschap Bireuen van de provincie Atjeh, Indonesië. Uteun Pupaleh telt 165 inwoners (volkstelling 2010).